# Chłopska Szkoła Biznesu
Chłopska Szkoła Biznesu to ekonomiczna, symulacyjna gra planszowa przeznaczona dla dużej liczby graczy wydana przez Małopolski Instytut Kultury w Krakowie. Gra autorstwa Piotra Idziaka i Sebastiana Wacięgi opracowana została we współpracy z Towarzystwem Miłośników Andrychowa w programie „Muzeobranie 2009”. Gra nawiązuje do działalności produkcyjnej i handlowej rzemieślników z tkackiego ośrodka andrychowskiego w XVIII wieku.
Pierwsze wydanie gry ukazało się w 2010 roku w ramach programu Muzeum Historii Polski, pt. „Patriotyzm jutra”. Drugie, poprawione  wydanie gry ukazało się w 2012 roku w ramach ogólnopolskiego projektu edukacyjnego na rzecz przedsiębiorczości dofinansowanego ze środków Narodowego Banku Polskiego.

## Chłopska Ekonomia Społeczna – dodatek edukacyjny do gry
Chłopska Ekonomia Społeczna (CES) to dodatek do Chłopskiej Szkoły Biznesu opracowany przez Małopolski Instytut Kultury w Krakowie w 2012 roku. Pozwala on na realizowanie warsztatów i zajęć wprowadzających w tematykę ekonomii społecznej oraz społecznej odpowiedzialności biznesu.
W klasycznej wersji Chłopskiej Szkoły Biznesu uczestnicy rozgrywki nastawieni są na pomnażanie majątku – zwycięża ten, kto w trakcie rozgrywki zarobi najwięcej złotych górskich. Natomiast podczas rozgrywki z wykorzystaniem Chłopskiej Ekonomii Społecznej uczestnicy, podobnie jak w wersji klasycznej, poddani są prawom wolnego rynku, ale ich celem nie jest wyłącznie zarabianie pieniędzy, lecz także aktywna działalność na rzecz lokalnej społeczności i realizowanie fundacji na jej rzecz np. szpitala miejskiego, orkiestry dętej itp.

## Rozgrywka
Gracze wcielają się w role XVIII-wiecznych rzemieślników piekarza, kowala lub tkacza, wytwarzają towary (chleby, bryki, płótna), handlują ze sobą i organizują wyprawy handlowe do miast Europy. Wygrywa osoba lub spółka handlowa, której uda się zgromadzić największy kapitał. Sukces gracza w dużej mierze zależy od umiejętności współpracy i negocjacji z innymi graczami.

## Inspiracja historyczna
Inspiracją dla projektu gry była XVIII-wieczna historia społeczno-gospodarcza położonego w Małopolsce ośrodka andrychowskiego, w którego skład wchodziły: Andrychów, Roczyny, Inwałd, Sułkowice, Targanice, Wieprz i Zagórnik. Tamtejsi chłopi  w okresie poprzedzającym rewolucję przemysłową wytwarzali lniane płótna, które sprzedawali w odległych miastach Europy (docierali między innymi do Barcelony, Amsterdamu, Stambułu i Moskwy).

## Zastosowanie edukacyjne
W rozgrywce może brać udział 12-30 osób od 12. roku życia. Gra jest wykorzystywana przede wszystkim do prezentowania problematyki przedsiębiorczości w szkołach gimnazjalnych i ponadgimnazjalnych, bibliotekach, organizacjach pozarządowych, uczelniach wyższych, muzeach, firmach, instytucjach rynku pracy, ośrodkach kultury pracy i innych.

## Wyróżnienia i rekomendacje
- rekomendacja Ośrodka Rozwoju Edukacji,
- rekomendacja Biura Edukacji Publicznej Instytutu Pamięci Narodowej,
- rekomendacja Centrum Edukacji Obywatelskiej,
- patronat „Europejskiego Roku Kreatywności i Innowacji 2009” – w kategorii „edukacja” i „przedsiębiorczość” dla prototypowej wersji gry
- tytuł Regionalnego Lidera Innowacji i Rozwoju 2010 dla Małopolskiego Instytutu Kultury w Krakowie za zrealizowane przedsięwzięcie wydawniczo-edukacyjne
- krajowy laureat w konkursie Europejskie Nagrody Promocji Przedsiębiorczości 2014, organizowanym przez Komisję Europejską w kategorii „Promowanie ducha przedsiębiorczości”